# James R. Hall
James R. Hall (sinh ngày 15 tháng 7 năm 1936) là một sĩ quan cấp cao đã nghỉ hưu trong Quân đội Hoa Kỳ. Ông từng là chỉ huy cuối cùng của Tập đoàn quân số 4 Hoa Kỳ trước khi nó ngừng hoạt động vào năm 1991. Trước khi là tư lệnh Tập đoàn quân số 4, Hall từng là giám đốc quản lý quân nhân nhập ngũ tại Trung tâm Cán bộ Quân đội Hoa Kỳ, Phó Tổng Thanh tra Lục quân, và chỉ huy Lữ đoàn Bộ binh 197.

## Tiểu sử
Hall sinh ngày 15 tháng 7 năm 1936 tại Anniston, Alabama và học tại ngôi trường Cao đẳng Morehouse, nơi ông nhận bằng Cử nhân Nghệ thuật về khoa học chính trị năm 1957. Sau khi tốt nghiệp, Hall nhập ngũ tại Quân đội Hoa Kỳ và sau khi hoàn thành khóa đào tạo cơ bản của quân đội, ông tiếp tục được huấn luyện tại trường ứng viên sĩ quan. Ông được phong quân hàm Thiếu úy tại Quân đội Hoa Kỳ vào ngày 19 tháng 12 năm 1958. Hall cũng có bằng cấp cao về hành chính công do trường Shippensburg State College cấp và ông cũng đã theo học tại Trường Cao đẳng Tham mưu Lực lượng Vũ trang và Trường Cao đẳng Chiến tranh Hoa Kỳ. Hall đã kết hôn với Helen A. Hall (nhũ danh : Kerr) và có ba người con.

## Sự nghiệp quân đội
Trong suốt sự nghiệp quân đội của mình, Hall từng công tác trong nhiều vai trò khác nhau tại Quân đội Hoa Kỳ, ông từng là chỉ huy của Tập đoàn quân số 4 Hoa Kỳ và Lữ đoàn Bộ binh 197 (Hoa Kỳ). Hall cũng từng là Giám đốc Quản lý Nhân sự Nhập ngũ tại Trung tâm Cán bộ Quân đội Hoa Kỳ, Phó Tổng Thanh tra Quân đội, thư ký của Trường Bộ binh Lục quân Hoa Kỳ, trợ lý Phó Tham mưu của Bộ Tư lệnh Lực lượng Lục quân Hoa Kỳ và trợ lý Tư lệnh Sư đoàn Sư đoàn Bộ binh số 4. Ông thường xuyên công tác ở nước ngoài tại Châu Á-Thái Bình Dương và ông đã thực hiện hai chuyến công tác tới Hàn Quốc với tư cách là tiểu đoàn trưởng, hai chuyến ở Việt Nam với tư cách là đại đội trưởng và một chuyến ở Okinawa. Hall chỉ huy Tập đoàn quân số 4 Hoa Kỳ vào tháng 5 năm 1989, trở thành sĩ quan quân đội cấp cao nhất ở khu vực Trung Tây Hoa Kỳ, ông đã công tác trong vị trí này kể từ khi ông dừng công tác tại Tập đoàn quân số 4 vào tháng 10 năm 1991, khi đó Hall cũng đã nghỉ hưu.

## Giải thưởng
Trong thời gian phục vụ, Hall đã nhận được những giải thưởng như: Legion of Merit, Bronze Star Medal, Defense Excellence Service Medal (với hình dạng của một cụm lá sồi bằng đồng), Huân chương khen thưởng quân đội (với hình dạng của một cụm lá sồi bằng bạc), Huy hiệu lính bộ binh chiến đấu, Huy hiệu lính dù và Huy hiệu nhận dạng nhân viên lục quân.

## Nghỉ hưu
Sau khi nghỉ hưu, Hall làm việc tại Ủy ban Atlanta cho Thế vận hội mùa hè 1996 và là một người phụ trách các hoạt động của khuôn viên trường đại học Morehouse. Ông cũng làm việc trong hội đồng quản trị của đại học Morehouse và là chủ tịch hiệp hội cựu sinh viên quốc gia của đại học  Morehouse.